# Gonzalo Montes
Gonzalo Montes Calderini (ur. 22 grudnia 1994 w Montevideo) – urugwajski piłkarz pochodzenia włoskiego występujący na pozycji środkowego pomocnika, od 2021 roku zawodnik chilijskiego Huachipato.